# لا فلوریدا (شیلی)
لا فلوریدا (به اسپانیایی: La Florida) یک شهرستان در شیلی است که در استان سانتیاگو واقع شده‌است. لا فلوریدا ۷۰٫۸ کیلومترمربع مساحت و ۳۶۵٬۶۷۴ نفر جمعیت دارد.